# Українські держави (1917—1922)
Українські держави (1917—1922) — група держав, що сформувалися після падіння Російської імперії та Австро-Угорської монархії.. Їхнє формування відбувалося під час війни за незалежність України між 1917 та 1922 роками. Вони не мали територіальної стабільності протягом тривалого часу через постійні війни з іншими державами. В результаті анексії територій України Польщею, Румунським королівством, Чехословацькою республікою та Червоною армією всі українські землі тимчасово втратили державність. Українській РСР у складі СРСР дісталася територія, яка відповідає сучасній території України, за винятком ЗУНР та Криму.
| Українська Народна Республіка                            | Західноукраїнська Народна Республіка | Українська Держава |
| 1917—1921                                                | 1918—1919                            | 1918               |
| -------------------------------------------------------- | ------------------------------------ | ------------------ |
|                                                          |                                      |                    |
|                                                          |                                      |                    |
|                                                          |                                      |                    |
| Малиновий Клин                                           | Жовтий Клин                          | Зелений Клин       |
| Утворився в період від кінця XVIII до кінця XIX століття | Невідомо                             | 1917—1922          |
|                                                          | Без прапора                          |                    |
|                                                          |                                      |                    |
| Сіра Україна                                             |                                      |                    |
| 1917—1921                                                |                                      |                    |
|                                                          |                                      |                    |
|                                                          |                                      |                    |

## Національно-державні утворення:
- Українська Держава
- Західноукраїнська Народна Республіка
- Українська Народна Республіка
- Лемко-Русинська Республіка
- Команчанська Республіка
- Кримська Народна Республіка
- Кубанська Народна Республіка
- Гуцульська Республіка